# VW Taro
Der VW Taro ist ein Pick-up der Marke Volkswagen, der als Lizenzbau des Toyota Hilux der fünften Generation von 1989 bis 1995 im VW-Werk Hannover und von 1995 bis 1997 im Volkswagenwerk Emden gefertigt wurde.
Den Taro gab es mit Hinterrad- und Allradantrieb. Der konventionell angetriebene Taro hatte eine Fahrerkabine mit bis zu drei Sitzplätzen. Das Allradmodell war mit unterschiedlichen Aufbauten erhältlich: mit zwei vorderen Sitzplätzen, als XtraCab-Modell mit zwei vollwertigen und zwei Notsitzen sowie als Doppelkabine mit fünf oder sechs Sitzplätzen (entweder zwei durchgehende Sitzbänke vorne und hinten oder vorne zwei Einzelsitze und hinten eine durchgehende Bank). Die Ladefläche nimmt mit der Länge der Kabine ab, wobei das XtraCab-Modell mit fast fünf Metern Länge die anderen beiden, fast gleich langen Modelle um 25 cm überragte.
Das Allradmodell besaß eine Vorderachse, die bei Bedarf über ein Verteilergetriebe zugeschaltet werden konnte. Zusätzlich mussten die Vorderräder manuell an den Freilaufnaben gekoppelt werden.
Beim 4×4 existiert dazu auch eine Reduktion, die eine Höchstgeschwindigkeit von ca. 60 km/h im fünften Gang zulässt. Produktionsbeginn war April 1989, gebaut wurde der Taro bis März 1997.
Die Nutzlast beträgt je nach Version ungefähr eine Tonne.
Während VW erst zum Modelljahr 2010 mit dem Amarok I das Segment eines potenziell geländegängigen Pick-ups bediente, fertigt Toyota den Hilux in fortschreitenden Modellgenerationen nach wie vor.

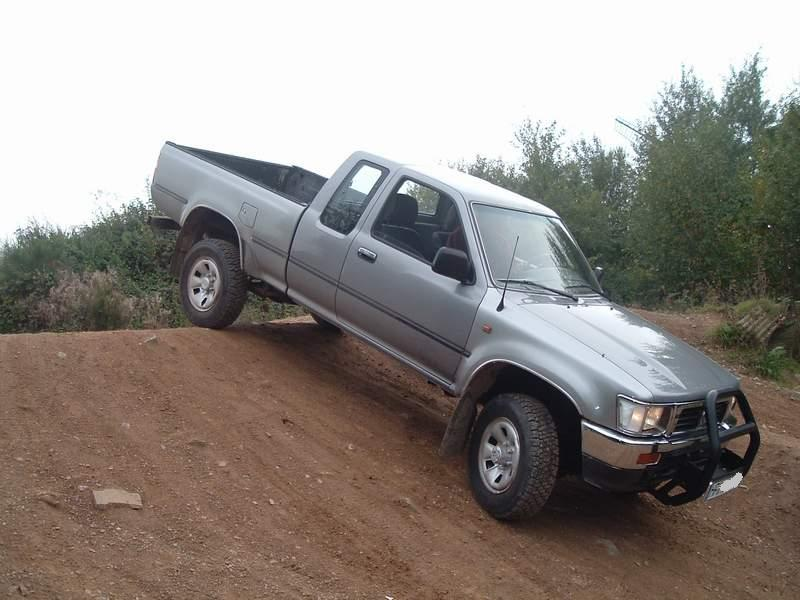
Der VW Taro, hier als 4×4 Xtra-Cab
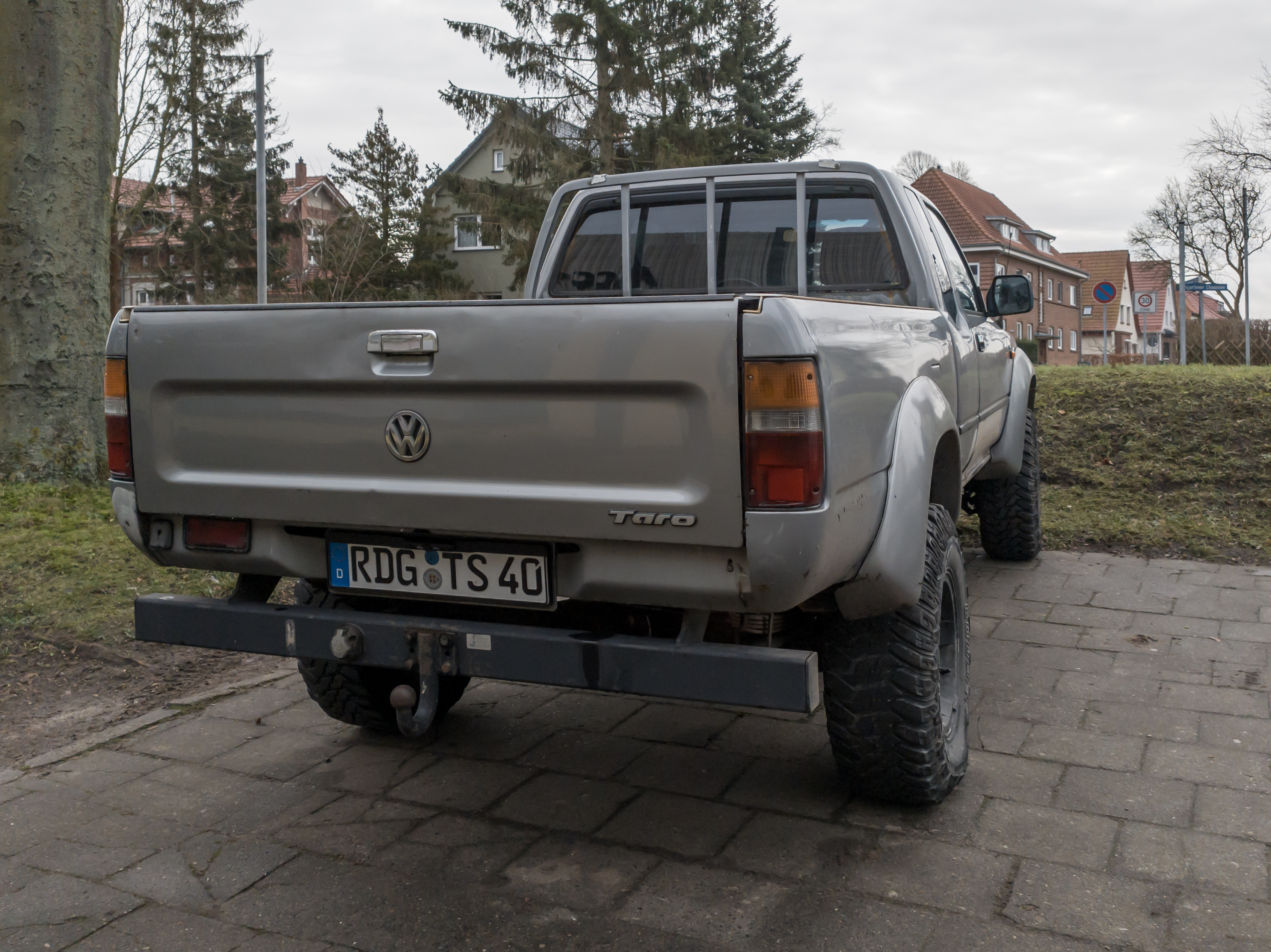
VW Taro 4×4 Xtra-Cab, Rückansicht
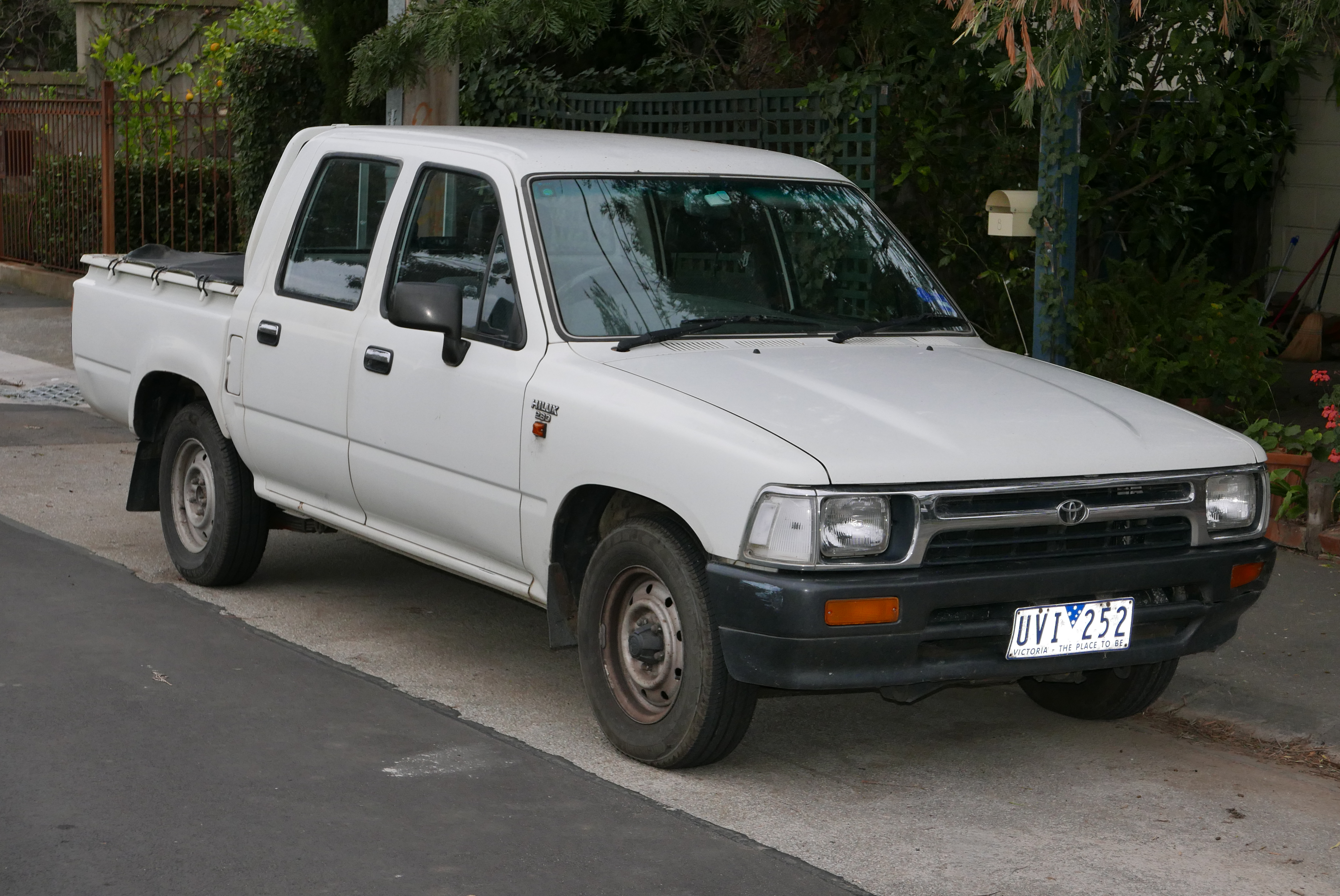
Taro-Schwestermodell Toyota Hilux

|                             | 1.8 | 2.2 | 2.4 | 2.4 D | 2.4 D | 2.4 D |
| Bauzeitraum                 | 1989–1994 | 1989–1994 | 1989–1997 | 1989–1991 | 1991–1994 | 1994–1997 |
| Motorkenndaten              | | | | | | |
| Motortyp                    | R4-Ottomotor | R4-Ottomotor | R4-Ottomotor | R4-Dieselmotor | R4-Dieselmotor | R4-Dieselmotor |
| Anzahl Ventile pro Zylinder | 2 | 2 | 2 | 2 | 2 | 2 |
| Ventilsteuerung             | OHV, Kette | OHV, Kette | OHC, Kette | OHC, Zahnriemen | OHC, Zahnriemen | OHC, Zahnriemen |
| Gemischaufbereitung         | Vergaser | Vergaser | Saugrohreinspritzung | Wirbelkammereinspritzung | Wirbelkammereinspritzung | Wirbelkammereinspritzung |
| Kühlung                     | Wasserkühlung | Wasserkühlung | Wasserkühlung | Wasserkühlung | Wasserkühlung | Wasserkühlung |
| Motorkennung                | 2Y | 4Y | 22-RE | 2L | 2L | 2L |
| Bohrung × Hub               | 86,0 × 78,0 mm | 91,0 × 86,0 mm | 92,0 × 89,0 mm | 92,0 × 92,0 mm | 92,0 × 92,0 mm | 92,0 × 92,0 mm |
| Hubraum                     | 1812 cm³ | 2237 cm³ | 2366 cm³ | 2446 cm³ | 2446 cm³ | 2446 cm³ |
| Verdichtungsverhältnis      | 8,8:1 | 8,8:1 | 9,3:1 | 22,2:1 | 22,2:1 | 22,2:1 |
| max. Leistung               | 61 kW (83 PS) bei 4800/min | 69 kW (94 PS) bei 4400/min | 84 kW (114 PS) bei 4800/min | 61 kW (83 PS) bei 4200/min | 59 kW (80 PS) bei 4200/min | 58 kW (79 PS) bei 4200/min |
| max. Drehmoment             | 140 Nm bei 2800/min | 179 Nm bei 2400/min | 190 Nm bei 3600/min | 165 Nm bei 2400/min | 164 Nm bei 2200/min | 163 Nm bei 2200–2400/min |
| Kraftübertragung            | | | | | | |
| Antrieb, serienmäßig        | Hinterradantrieb | Allradantrieb | Allradantrieb | Hinterradantrieb | Hinterradantrieb | Hinterradantrieb |
| Antrieb, optional           | — | — | — | Allradantrieb | Allradantrieb | Allradantrieb |
| Getriebe                    | 5-Gang-Schaltgetriebe | 5-Gang-Schaltgetriebe | 5-Gang-Schaltgetriebe | 5-Gang-Schaltgetriebe | 5-Gang-Schaltgetriebe | 5-Gang-Schaltgetriebe |
| Messwerte                   | | | | | | |
| Höchstgeschwindigkeit       | 150 km/h | 140 km/h | 150 km/h | 145 km/h 140 km/h (4x4) | 145 km/h 140 km/h (4x4) | 145 km/h 130 km/h (4x4) |
| Beschleunigung, 0–100 km/h  | 23,1 s | 22,2 s | 21,1 s | 24,0 s 24,8 s (4x4) | 24,0 s 24,8 s (4x4) | 24,0 s 24,8 s (4x4) |
| Abmessungen und Gewichte    | | | | | | |
| Länge                       | Single-Cab und Double-Cab 4x2: 4725 mm Single-Cab und Double-Cab 4x4: 4720 mm Xtra-Cab 4x2 und 4x4: 4905 mm                                                                                               | Single-Cab und Double-Cab 4x2: 4725 mm Single-Cab und Double-Cab 4x4: 4720 mm Xtra-Cab 4x2 und 4x4: 4905 mm                                                                                               | Single-Cab und Double-Cab 4x2: 4725 mm Single-Cab und Double-Cab 4x4: 4720 mm Xtra-Cab 4x2 und 4x4: 4905 mm                                                                                               | Single-Cab und Double-Cab 4x2: 4725 mm Single-Cab und Double-Cab 4x4: 4720 mm Xtra-Cab 4x2 und 4x4: 4905 mm                                                                                               | Single-Cab und Double-Cab 4x2: 4725 mm Single-Cab und Double-Cab 4x4: 4720 mm Xtra-Cab 4x2 und 4x4: 4905 mm                                                                                               | Single-Cab und Double-Cab 4x2: 4725 mm Single-Cab und Double-Cab 4x4: 4720 mm Xtra-Cab 4x2 und 4x4: 4905 mm                                                                                               |
| Breite                      | Single-Cab 4x2: 1650 mm Single-Cab 4x4, Xtra-Cab und Double-Cab: 1690 mm | Single-Cab 4x2: 1650 mm Single-Cab 4x4, Xtra-Cab und Double-Cab: 1690 mm | Single-Cab 4x2: 1650 mm Single-Cab 4x4, Xtra-Cab und Double-Cab: 1690 mm | Single-Cab 4x2: 1650 mm Single-Cab 4x4, Xtra-Cab und Double-Cab: 1690 mm | Single-Cab 4x2: 1650 mm Single-Cab 4x4, Xtra-Cab und Double-Cab: 1690 mm | Single-Cab 4x2: 1650 mm Single-Cab 4x4, Xtra-Cab und Double-Cab: 1690 mm |
| Höhe                        | Single-Cab 4x2: 1560 mm Xtra-Cab 4x2: 1550 mm Double-Cab 4x2: 1585 mm Single-Cab 4x4: 1745 mm (2.2) / 1725 mm (2.4) Xtra-Cab 4x4: 1740 mm (2.2) / 1730 mm (2.4) / 1735 mm (2.4 D) Double-Cab 4x4: 1785 mm | Single-Cab 4x2: 1560 mm Xtra-Cab 4x2: 1550 mm Double-Cab 4x2: 1585 mm Single-Cab 4x4: 1745 mm (2.2) / 1725 mm (2.4) Xtra-Cab 4x4: 1740 mm (2.2) / 1730 mm (2.4) / 1735 mm (2.4 D) Double-Cab 4x4: 1785 mm | Single-Cab 4x2: 1560 mm Xtra-Cab 4x2: 1550 mm Double-Cab 4x2: 1585 mm Single-Cab 4x4: 1745 mm (2.2) / 1725 mm (2.4) Xtra-Cab 4x4: 1740 mm (2.2) / 1730 mm (2.4) / 1735 mm (2.4 D) Double-Cab 4x4: 1785 mm | Single-Cab 4x2: 1560 mm Xtra-Cab 4x2: 1550 mm Double-Cab 4x2: 1585 mm Single-Cab 4x4: 1745 mm (2.2) / 1725 mm (2.4) Xtra-Cab 4x4: 1740 mm (2.2) / 1730 mm (2.4) / 1735 mm (2.4 D) Double-Cab 4x4: 1785 mm | Single-Cab 4x2: 1560 mm Xtra-Cab 4x2: 1550 mm Double-Cab 4x2: 1585 mm Single-Cab 4x4: 1745 mm (2.2) / 1725 mm (2.4) Xtra-Cab 4x4: 1740 mm (2.2) / 1730 mm (2.4) / 1735 mm (2.4 D) Double-Cab 4x4: 1785 mm | Single-Cab 4x2: 1560 mm Xtra-Cab 4x2: 1550 mm Double-Cab 4x2: 1585 mm Single-Cab 4x4: 1745 mm (2.2) / 1725 mm (2.4) Xtra-Cab 4x4: 1740 mm (2.2) / 1730 mm (2.4) / 1735 mm (2.4 D) Double-Cab 4x4: 1785 mm |
| Radstand                    | Single-Cab und Double-Cab: 2850 mm Xtra-Cab 4x2: 3085 mm Xtra-Cab 4x4: 3095 mm | Single-Cab und Double-Cab: 2850 mm Xtra-Cab 4x2: 3085 mm Xtra-Cab 4x4: 3095 mm | Single-Cab und Double-Cab: 2850 mm Xtra-Cab 4x2: 3085 mm Xtra-Cab 4x4: 3095 mm | Single-Cab und Double-Cab: 2850 mm Xtra-Cab 4x2: 3085 mm Xtra-Cab 4x4: 3095 mm | Single-Cab und Double-Cab: 2850 mm Xtra-Cab 4x2: 3085 mm Xtra-Cab 4x4: 3095 mm | Single-Cab und Double-Cab: 2850 mm Xtra-Cab 4x2: 3085 mm Xtra-Cab 4x4: 3095 mm |
| Leergewicht (Single-Cab)    | 1280 kg | 1485 kg | 1560 kg | 1355 kg 1585 kg (4x4) | 1400 kg 1585 kg (4x4) | 1400 kg 1585 kg (4x4) |
| Leergewicht (Xtra-Cab)      | 1315 kg | 1570 kg | 1615 kg | 1405 kg 1670 kg (4x4) | 1405 kg 1670 kg (4x4) | 1405 kg 1700 kg (4x4) |
| Leergewicht (Double-Cab)    | — | — | 1620 kg | 1395 kg 1635 kg (4x4) | 1395 kg 1680 kg (4x4) | 1395 kg 1680 kg (4x4) |